# Équipe de Yougoslavie de Coupe de la Fédération
Pour un article plus général, voir Fed Cup.
L'équipe de Yougoslavie de Coupe de la Fédération est l’équipe qui, de 1969 à 1991, représente la Yougoslavie (en tant que République fédérative socialiste) lors de la compétition de tennis féminin par équipe nationale appelée Coupe de la Fédération (ou « Fed Cup » à partir de 1995).
Elle est constituée d'une sélection des meilleures joueuses de tennis yougoslaves du moment sous l’égide de la Fédération yougoslave de tennis.

## Résultats par année

### 1969 - 1969
- 1969 (5 tours, 20 équipes) : pour sa première participation, après un « bye » au 1er tour, la République fédérative socialiste de Yougoslavie s'incline au 2e tour contre les États-Unis.

### 1970 - 1979
- 1970 (5 tours, 22 équipes) : après un « bye » au 1er tour, la République fédérative socialiste de Yougoslavie s'incline au 2e tour contre les États-Unis.
- 1971 (4 tours, 14 équipes) : après une victoire au 1er tour par forfait de la Rhodésie, la République fédérative socialiste de Yougoslavie déclare forfait en 1/4 de finale contre l’Australie.
- 1972 : la République fédérative socialiste de Yougoslavie ne participe pas à cette édition organisée à Johannesburg.
- 1973 (5 tours, 30 équipes) : la République fédérative socialiste de Yougoslavie s'incline au 1er tour contre le Danemark.
- 1974 (5 tours, 29 équipes) : la République fédérative socialiste de Yougoslavie déclare forfait au 1er tour contre la Suisse.
- 1975 (5 tours, 31 équipes) : la République fédérative socialiste de Yougoslavie s'incline au 1er tour contre l’Argentine.
- 1976 (5 tours, 32 équipes) : après une victoire au 1er tour contre la Norvège, la République fédérative socialiste de Yougoslavie s'incline au 2e tour contre les États-Unis.
- 1977 : la République fédérative socialiste de Yougoslavie ne participe pas à cette édition organisée à Eastbourne.
- 1978 (5 tours, 32 équipes) : après une victoire au 1er tour contre la Norvège, la République fédérative socialiste de Yougoslavie s'incline au 2e tour contre l’URSS.
- 1979 (5 tours, 32 équipes) : après une victoire au 1er tour contre l’Espagne, la République fédérative socialiste de Yougoslavie s'incline au 2e tour contre l’Australie.

### 1980 - 1989
- 1980 (5 tours, 32 équipes) : après une victoire au 1er tour contre le Canada, la République fédérative socialiste de Yougoslavie s'incline au 2e tour contre la Tchécoslovaquie.
- 1981 (5 tours, 32 équipes) : la République fédérative socialiste de Yougoslavie s'incline au 1er tour contre l’Italie.
- 1982 (5 tours, 32 équipes) : la République fédérative socialiste de Yougoslavie déclare forfait au 1er tour contre la Suède.
- 1983 (qualifications + 5 tours, 39 équipes) : après une victoire au 1er tour contre la Corée du Sud et la Chine au 2e tour, la République fédérative socialiste de Yougoslavie s'incline en 1/4 de finale contre les États-Unis.
- 1984 (qualifications + 5 tours, 36 équipes) : après une victoire au 1er tour contre la Corée du Sud,  Israël au 2e tour et la Bulgarie en 1/4 de finale, la République fédérative socialiste de Yougoslavie s'incline en 1/2 finale contre la Tchécoslovaquie.
- 1985 (qualifications + 5 tours, 38 équipes) : après une victoire au 1er tour contre l’Irlande, la République fédérative socialiste de Yougoslavie s'incline au 2e tour contre la Bulgarie.
- 1986 (qualifications + 5 tours, 42 équipes) : après une victoire en qualifications contre la Norvège et la Pologne au 1er tour, la République fédérative socialiste de Yougoslavie s'incline au 2e tour contre l’Italie.
- 1987 (qualifications + 5 tours, 42 équipes) : après une victoire au 1er tour contre la Pologne, la République fédérative socialiste de Yougoslavie s'incline au 2e tour contre la Tchécoslovaquie.
- 1988 (qualifications + 5 tours, 36 équipes) : la République fédérative socialiste de Yougoslavie s'incline au 1er tour contre l’URSS.
- 1989 (qualifications + 5 tours, 40 équipes) : après une victoire en qualifications contre la Jamaïque, la République fédérative socialiste de Yougoslavie s'incline au 1er tour contre les Pays-Bas.

### 1990 - 1991
- 1990 (qualifications + 5 tours, 44 équipes) : la République fédérative socialiste de Yougoslavie s'incline en qualifications contre l’Indonésie.
- 1991 (qualifications + 5 tours + barrages, 56 équipes) : après une défaite au 1er tour contre l’Indonésie, une défaite en play-offs contre la France, la République fédérative socialiste de Yougoslavie s'incline en play-offs contre la Belgique.

En janvier 1992, quatre des républiques fédérées de Yougoslavie — la Slovénie, la Croatie, la Bosnie-Herzégovine et la Macédoine — font sécession. L'État subsistant, la République fédérale de Yougoslavie, se perpétue jusqu'en février 2003, sans toutefois compter aucune participation à la Coupe de la Fédération/Fed Cup.

## Bilan de l'équipe
Résultats des confrontations entre la République fédérative socialiste de Yougoslavie et ses adversaires les plus fréquents (3 rencontres minimum dans les groupes mondiaux).
| # | Adversaires     | Rencontres | Victoires | Défaites | % victoires |
| - | --------------- | ---------- | --------- | -------- | ----------- |
| 1 | États-Unis      | 4          | 0         | 4        | 0 %         |
| 2 | Norvège         | 3          | 3         | 0        | 100 %       |
| 3 | Tchécoslovaquie | 3          | 0         | 3        | 0 %         |

## Bilan des joueuses les plus sélectionnées
Ce bilan est calculé sur la base des rencontres officielles des groupes mondiaux et barrages I et II. Les rencontres des tableaux dits de « consolation » et celles par « zones géographiques » ne sont pas prises en compte. Les joueuses comptant moins de 5 sélections ne sont pas reprises dans le tableau.
| # | Joueuses      | De   | à    | Sélections | Matchs | Victoires | Défaites | % victoires |
| - | ------------- | ---- | ---- | ---------- | ------ | --------- | -------- | ----------- |
| 1 | Aila Winkler  | 1985 | 1986 | 5          | 5      | 4         | 1        | 80 %        |
| 2 | Karmen Skulj  | 1986 | 1988 | 6          | 7      | 2         | 5        | 29 %        |
| 3 | Mima Jaušovec | 1973 | 1989 | 19         | 31     | 14        | 17       | 45 %        |
| 4 | Renata Sasak  | 1979 | 1987 | 12         | 19     | 9         | 10       | 47 %        |
| 5 | Sabrina Goleš | 1983 | 1990 | 17         | 30     | 20        | 10       | 67 %        |